# 김한수 (야구인)
김한수(金翰秀, 1971년 10월 30일 ~ )는 전 KBO 리그 삼성 라이온즈의 내야수이자, 현 KBO 리그 두산 베어스의 타격코치이다. 그의 아버지는 전 실업 야구 선수인 김영복이다.
기복 없이 꾸준하고 안정된 수비, 정교한 타격 실력을 보여 준 선수로서 준수한 3루수로 꼽힌다. 연고지인 대구 출신은 아니지만 삼성의 대표적인 프랜차이즈 스타 중 한 명으로 잘 알려져 있다. 실력은 매우 뛰어나지만 조용하고 내성적인 성격에 항상 튀지 않는 모습으로 인해 '소리 없이 강한 남자'라고 불린다.

## 선수 시절

### 아마추어 시절
초등학교 시절 당시 한창 인기를 누리던 프로야구를 접하면서 야구 선수의 꿈을 키웠고, 5학년 때부터 야구부에 들어가 본격적으로 야구를 시작했다. 그는 서울 광영고등학교를 졸업한 뒤 중앙대학교 신문방송학과에서 야구 선수 생활을 하던 중 자신의 우상이었던 빙그레의 장종훈을 1학년 때 만났는데 그 때 그에게 실질적인 조언을 많이 들으면서 프로 입단을 목표로 열심히 준비했다.

### 삼성 라이온즈시절
중앙대학교 신문방송학과를 졸업할 당시 주목받지 못했던 그는 1994년 신인 드래프트에서도 역시 큰 기대를 갖지 않았다. 낮은 지명 순위로 쌍방울 레이더스에 입단하지 않을까 생각했던 그는 놀랍게도 다른 팀의 2차 1라운드 지명을 받았다.
1994년 시즌 팀의 1루수 김성래, 2루수 강기웅, 유격수 류중일, 3루수 김용국으로 이어지는 리그 최고 수준의 내야 수비진에서 그는 뛸 자리가 없었다. 하지만 김용국이 태평양 돌핀스로 트레이드되며 기회가 생겼고, 당시 감독이었던 우용득은 신인이었던 그를 과감하게 기용했다. 입단 첫 해 2할대 타율, 10홈런을 기록하며 준수한 모습을 보여 준 그는 방위병으로 복무하기 시작했는데 1995년~1996년에 무릎 부상을 당하며 방위 복무 기간 동안 힘들게 재활 훈련을 했다. 부상 회복과 동시에 1996년 5월에 방위 복무를 마친 그는 1군 주전 자리를 꿰차기 위해 노력했고, 1997년에 이승엽과 함께 팀의 신예 스타로 떠오르기 시작했다. 방위 복무 기간이었던 1995~1996년을 제외하고 매년 100경기 이상 출장했다.
1998년~1999년, 2001년~2002년에는 3할 이상의 타율과 두 자릿수 홈런을 기록하며 전성기를 구가했고, 수비력을 인정받으며 2004년까지 골든 글러브를 무려 6번이나 수상했다. 특히 그 중 2001년~2004년 4회 연속 수상 기록은 한대화의 6회에 이어 해당 포지션 2위 기록이었다. 2002년에는 주장으로서 팀을 이끌며 구단 역사상 최초 정규 시즌 우승과 2002년 한국시리즈 우승을 이뤄냈다.
팀의 주장 자리를 후배 진갑용에게 물려준 뒤 팀 내 대선배로서 어린 후배들과 함께 2005년~2006년 연속으로 정규 시즌 및 한국시리즈 통합 우승을 일궈냈다. 그러나 2004년 시즌 후 체력이 조금 떨어졌다고 판단한 코칭스탭은 2005년부터 그의 포지션을 3루수에서 1루수로 변경시켰다. 그의 타율은 2005년에 2할 9푼대를 기록한 후 점차 떨어지기 시작해 2007년에 2할 3푼대까지 하락했다. 2007년 후반에 그 해 특별 지명을 받아 입단한 채태인에게 1루수 자리마저 위협받았고, 2군으로 강등되는 등 수모를 겪으며 힘든 선수 생활을 보냈다. 2007년 시즌 후 은퇴를 선언했다.

## 야구선수 은퇴 후
2008년부터 2군 타격코치로 활동했다. 그의 공식 은퇴식은 2008년 3월 30일 KIA전에 앞서 치러졌다. 자신의 등번호 5번은 현역 은퇴 후 내야수 조동찬에게 물려줬다.
2009년에는 일본 프로 야구 센트럴 리그 팀 요미우리 자이언츠에서 지도자 연수를 받으며 2군 타격 코치로 1년간 몸담은 후 귀국했다. 2010년부터 다시 삼성 라이온즈 2군 타격코치를 맡았고, 2011년부터 1군 타격코치를 맡았다.
2016년 10월 15일에 류중일의 후임으로 삼성 라이온즈의 제 14대 감독으로 선임됐으나 좋은 평가를 받지 못했고, 2019년 시즌 후 계약이 만료돼 감독직에서 물러났다. 후임으로는 전력분석 팀장이자 향토(대구상고) 출신인 허삼영이 선임됐다.
2023년부터 두산 베어스의 수석코치로 활동했다.

## 국가대표 경력
- 2000년 시드니 올림픽과 2002년 부산 아시안 게임에서 국가대표로 선발된 그는 좋은 활약을 펼치며 각각 동메달과 금메달을 따는 데에 공헌했다.[1][3]

## 기록
- 프로 야구 선수로서 14시즌 동안 통산 1,500안타를 쳤다. 또한 통산 10개의 끝내기 안타로 이 부문 1위 기록을 보유하고 있다.[1][2]

## 수상 · 타이틀 경력
- 페어 플레이상 (2002년)[11][12]
- 2002년 아시안 게임 금메달

## 등번호
- '50' (1994년~1995년)
- '25' (1996년)
- '5' (1997년~2008년)
- '130' (2009년)
- '86' (2010년~2019년)
- '75' (2023년~)

## 출신 학교
- 서울화곡초등학교(전학) → 서울강남초등학교
- 서울 신월중학교
- 서울 광영고등학교
- 중앙대학교 신문방송학과 (1990학번)

## 통산 기록
| 연 도           | 소 속           | 나 이           | 출 장 | 타 석 | 타 수 | 득 점 | 안 타 | 2 루 타 | 3 루 타 | 홈 런 | 타 점 | 도 루 | 도 실 | 볼 넷 | 삼 진 | 타 율 | 출 루 율 | 장 타 율 | O P S | 루 타 | 병 살 타 | 몸 맞 | 희 타 | 희 플 | 고 4 |
| --------------- | --------------- | --------------- | ----- | ----- | ----- | ----- | ----- | ------- | ------- | ----- | ----- | ----- | ----- | ----- | ----- | ----- | -------- | -------- | ----- | ----- | -------- | ----- | ----- | ----- | ---- |
| 1994            | 삼성            | 24              | 103   | 309   | 279   | 41    | 76    | 13      | 2       | 10    | 31    | 6     | 3     | 15    | 52    | .272  | .313     | .441     | .754  | 123   | 5        | 2     | 12    | 1     | 2    |
| 1995            | 삼성            | 25              | 34    | 100   | 92    | 17    | 28    | 4       | 0       | 2     | 13    | 3     | 0     | 2     | 12    | .304  | .330     | .413     | .743  | 38    | 2        | 2     | 3     | 1     | 0    |
| 1996            | 삼성            | 26              | 30    | 59    | 54    | 7     | 10    | 0       | 0       | 0     | 1     | 1     | 0     | 3     | 21    | .185  | .241     | .185     | .427  | 10    | 2        | 1     | 1     | 0     | 0    |
| 1997            | 삼성            | 27              | 124   | 524   | 466   | 57    | 136   | 27      | 1       | 9     | 68    | 9     | 9     | 36    | 79    | .292  | .350     | .412     | .762  | 192   | 6        | 7     | 13    | 2     | 4    |
| 1998            | 삼성            | 28              | 126   | 503   | 463   | 65    | 139   | 24      | 1       | 15    | 80    | 5     | 3     | 19    | 70    | .300  | .332     | .454     | .786  | 210   | 19       | 6     | 9     | 6     | 1    |
| 1999            | 삼성            | 29              | 128   | 551   | 497   | 87    | 169   | 36      | 1       | 18    | 88    | 7     | 6     | 33    | 73    | .340  | .391     | .525     | .916  | 261   | 12       | 13    | 1     | 7     | 4    |
| 2000            | 삼성            | 30              | 126   | 519   | 464   | 54    | 122   | 26      | 1       | 7     | 57    | 8     | 5     | 30    | 73    | .263  | .322     | .369     | .690  | 171   | 7        | 13    | 6     | 6     | 0    |
| 2001            | 삼성            | 31              | 117   | 478   | 427   | 59    | 133   | 29      | 2       | 13    | 61    | 3     | 2     | 28    | 57    | .311  | .366     | .480     | .846  | 205   | 11       | 13    | 2     | 8     | 3    |
| 2002            | 삼성            | 32              | 127   | 541   | 486   | 69    | 151   | 23      | 1       | 17    | 76    | 4     | 2     | 35    | 61    | .311  | .371     | .467     | .838  | 227   | 15       | 14    | 2     | 4     | 2    |
| 2003            | 삼성            | 33              | 131   | 532   | 478   | 67    | 141   | 23      | 1       | 17    | 70    | 5     | 2     | 29    | 57    | .295  | .354     | .454     | .808  | 217   | 20       | 17    | 4     | 4     | 0    |
| 2004            | 삼성            | 34              | 133   | 558   | 498   | 60    | 135   | 30      | 1       | 16    | 84    | 1     | 2     | 30    | 79    | .271  | .335     | .432     | .767  | 215   | 23       | 20    | 6     | 4     | 2    |
| 2005            | 삼성            | 35              | 114   | 465   | 406   | 55    | 119   | 18      | 0       | 15    | 73    | 1     | 0     | 35    | 68    | .293  | .372     | .448     | .821  | 182   | 9        | 18    | 3     | 3     | 3    |
| 2006            | 삼성            | 36              | 103   | 396   | 343   | 41    | 87    | 15      | 0       | 7     | 54    | 6     | 3     | 32    | 54    | .254  | .340     | .359     | .699  | 123   | 12       | 15    | 2     | 4     | 0    |
| 2007            | 삼성            | 37              | 101   | 317   | 289   | 25    | 68    | 11      | 1       | 3     | 26    | 0     | 2     | 14    | 44    | .235  | .283     | .311     | .594  | 90    | 6        | 7     | 2     | 5     | 0    |
| KBO 통산 : 14년 | KBO 통산 : 14년 | KBO 통산 : 14년 | 1497  | 5582  | 5242  | 704   | 1514  | 279     | 12      | 149   | 782   | 59    | 39    | 341   | 800   | .289  | .346     | .432     | .778  | 2264  | 149      | 148   | 66    | 55    | 21   |

- 시즌 기록 중 굵은 글씨는 해당 시즌 최고 기록